# Cerro Largo (departman)
Departman Cerro Largo departman je na istoku Urugvaja, uz granicu s Brazilom i rijeku Jaguarão kao prirodnu granicu između država. Sjedište departmana je grad Melo. Prema popisu stanovništva iz 2011. godine, departman ima 84.698 stanovnika. Na zapadu graniči s departmanom Durazno, na jugu s departmanom Treinta y Tres, na sjeveru s departmanom Tacuarembó i departmanom Rivera na sjeverozapadu od kojega ga odjeljuje rijeka Río Negro čineći tako prirodnu granicu između departmana.

## Stanovništvo i demografija
Prema popisu stanovništva iz 2011. godine na području departmana živi 84.698 stanovnika (41.050 muškaraca i 43.648 žena) u 35,841 kućanstvu.
- Prirodna promjena: + 8,43‰
  - Natalitet: 15,95‰
  - Mortalitet: 8,64‰
- Prosječna starost: 32,1 godine 
  - Muškarci: 31,0 godine
  - Žene: 33,0 godine
- Očekivana životna dob: 75,86 godina
  - Muškarci: 72,58 godine
  - Žene: 79,04 godina
- Prosječni BDP po stanovniku: 7.801 urugvajskih pesosa mjesečno
- Izvor: Statistička baza podataka 2010.[2]

| Grad           | Stanovništvo |
| -------------- | ------------ |
| Melo           | 51.830       |
| Río Branco     | 14.604       |
| Fraile Muerto  | 3.168        |
| Isidoro Noblía | 2.331        |
| Aceguá         | 1.511        |
| Tupambaé       | 1.122        |

| Naselje              | Stanovništvo |
| -------------------- | ------------ |
| Barrio López Benítez | 522          |
| Hipódromo            | 505          |
| Lago Merín           | 439          |
| Plácido Rosas        | 415          |
| Barrio La Vinchuca   | 388          |

## Vanjske poveznice
- (šp.) Departman Cerro Largo - službene stranice
- (šp.) Nuestra Terra, Colección Los Departamentos, Vol.18 "Cerro Largo"  Arhivirana inačica izvorne stranice od 22. ožujka 2016. (Wayback Machine)